# 4594 Dashkova
4594 Dashkova је астероид главног астероидног појаса чија средња удаљеност од Сунца износи 2,193 астрономских јединица (АЈ).
Апсолутна магнитуда астероида је 14,3.